# Största tillåtna axellast
Största Tillåtna AXellast (STAX) för ett järnvägsfordon på ett järnvägsspår, uttryckt i ton.
Delvis parallellt med begreppet STAX används även begreppet största tillåtna vikt per meter - STVM. Normal STVM i Sverige är 6,4 ton.

## Specifikation av en bana och ett tåg
STAX är en viktig parameter när en bana eller ett tåg specificeras. En ökad STAX ökar varken nypriset eller tomvikten för en vagn nämnvärt. Det betyder att en högre STAX ger en god transportekonomi. En annan fördel är att loken kan ges en högre adhesionsvikt (hjultryck mot rälsen) och därmed även ges en större dragförmåga. Däremot ökar slitaget på rälsen avsevärt med ökad belastning och underhåll måste skes mer frekvent.
Andra viktiga parametrar är lastprofil och stigning.

## Att öka STAX
Att bygga om existerande fordon till högre STAX är relativt dyrt, eftersom fungerande komponenter måste bytas ut mot nyare.  Att bygga om en bana till högre STAX kan också vara dyrt eftersom ny järnvägsräls behövs. Men när man ändå byter räls så brukar man öka till STAX25. Ännu dyrare blir det när broar behöver byggas om. Eftersom man i första hand höjer när om- och nybyggnad ändå sker, så tar det lång tid att få högre STAX och STVM långa sträckor.
När man på 2000-talet bygger helt nya banor så dimensioneras broar, banvallar, och även själva spåret för STAX 30. Det gäller bl.a broarna påBotniabanan (). Innan detta blir till nytta måste banor längre söderut anpassas, åtminstone till vissa platser såsom till exempel till Borlänge, eftersom det går extra tunga tåg med stålämnen Luleå-Borlänge.
Angåande STVM är det särskilt lite större broar som påverkas av STVM och de kan vara mycket dyra att bygga om.

## Standarder
I Sverige, liksom i övriga Europa, är standarden 22,5 ton, men nu bygger Trafikverket successivt ut godstrafikbanorna till STAX 25 för att tyngre godståg ska kunna köras. Utbyggnaden till STAX 25 är viktig för de nationella transporterna, men oväsentlig för de internationella transporterna eftersom man nere i Europa endast har STAX 22. Men metervikten STVM nere i Europa däremot, är högre - 8 ton. I USA har man ofta STAX 35. Fortescues malmbana i västra Australien har STAX 40 ton.
Malmbanan (Luleå - Gällivare - Kiruna - Narvik) har byggts ut för STAX 30. De nya malmvagnarna har 4 axlar och väger tomma ca 20 ton. Det betyder att man kan lasta ca 100 ton per vagn. Sedan 2019 tillåts 31 ton på sträckan Gällivare - Luleå och sedan våren 2021 tillåts 31 ton även på sträckan Kiruna - Narvik. Trafikverket har ett pågående projekt för att höja axellasten ytterligare, STAX 32,5 ton.
Stora delar av det lågtrafikerade järnvägsnätet i Sverige har dock en STAX som är kraftigt begränsad till 16, 18 eller 20 ton. Som jämförelse är axeltrycket för vägfordon mellan 8 och 11,5 ton.
- STAX A: högst 16 ton
- STAX B: högst 18 ton
- STAX C: högst 20 ton
- STAX D: högst 22,5 ton
- STAX E: högst 25 ton
- STAX F: högst 30 ton